# Rukn ud-Dîn Fîrûz Shâh
Pour les articles homonymes, voir Rukn ad-Dîn.
Rukn ud-Dîn Fîrûz Shâh est un sultan de Delhi de la dynastie des esclaves qui a régné en 1236. À sa mort le 29 avril 1236, son père Iltutmish après quelques hésitations, laisse le pouvoir à sa fille Raziyya (fin en 1240). La cour nomme néanmoins son frère Rukn ud-Dîn Fîrûz, incapable, qui règne près de sept mois sous la direction de sa mère shah Turkhan. Le sultanat sombre dans le désordre. Le 9 novembre, les nobles finissent par emprisonner la reine mère et son fils. Raziyya est rappelée à la tête du sultanat. 

## Sources
- History of Delhi Sultanate, par M.H. Syed Publié par Anmol Publications PVT. LTD., 2004  (ISBN 81-261-1830-X et 978-81-261-1830-4)